# Cucujoidea
Los cucujoideos (Cucujoidea) son una superfamilia de coleópteros polífagos del infraorden Cucujiformia de tamaño relativamente pequeño. Reúne especies extremadamente variables por lo que seguramente no son monofiléticos.[cita requerida] Los coccinélidos, una de las familias más importante, se alimentan de plagas comunes como áfidos y cochinillas. Sin embargo la mayor parte de esta superfamilia se alimentan de hongos.

## Taxonomía
Según Lawrence & Newton, La superfamilia cucujoidea incluye las siguientes familias:
- Protocucujidae Crowson, 1954
- Sphindidae Jacquelin du Val, 1860 (= Aspidiphoridae)
- Brachypteridae Erichson, 1845 (= Cateretidae, Kateretidae)
- Cybocephalidae Jacquelin du Val, 1858
- Nitidulidae Latreille, 1802
- Smicripidae Horn, 1879
- Monotomidae Laporte, 1840
- Boganiidae Sen Gupta & Crowson, 1966
- Helotidae Reitter, 1876/Chapuis, 1876
- Phloeostichidae Reitter, 1911
- Silvanidae Kirby, 1837
- Cucujidae Latreille, 1802
- Laemophloeidae Ganglbauer, 1899
- Propalticidae Crowson, 1952
- Phalacridae Leach, 1815
- Hobartiidae Sen Gupta & Crowson, 1966
- Cavognathidae Sen Gupta & Crowson, 1966
- Cryptophagidae Kirby, 1837
- Lamingtonoiidae Sen Gupta & Crowson, 1969
- Languriidae Crotch, 1873
- Erotylidae Latreille, 1802
- Byturidae Jacquelin du Val, 1858
- Biphyllidae LeConte, 1861
- Bothrideridae Erichson, 1845
- Cerylonidae Bilberg, 1820
- Alexiidae Imhoff, 1856
- Discolomatidae Horn, 1878
- Endomychidae Leach, 1815
- Coccinellidae Latreille, 1807
- Corylophidae LeConte, 1852
- Latridiidae Erichson, 1842 (= Lathridiidae)